# Michael Harclay
Sir Michael Harclay (auch de Harcla) († vor 1309) war ein englischer Ritter und Politiker.

## Leben
Die Familie Harclay leitete ihren Namen wahrscheinlich von dem Dorf Hartley in Westmorland ab. Michael Hartley war ein Vasall der Barone de Clifford. Von 1285 bis 1298 diente er als königlicher Sheriff von Cumberland. 1301 war er als Knight of the Shire für Westmorland Abgeordneter im Englischen Parlament. Er heiratete Joan, eine Tochter von William Fitzjohn, einem Grundbesitzer aus Yorkshire. Mit ihr hatte er mehrere Kinder, darunter:
- Andrew Harclay, 1. Earl of Carlisle († 1323);[1]
- Henry Harclay (um 1270–1317), Scholastiker;[3]
- Sarah de Harcla, ⚭ (1) Thomas de Musgrave, ⚭ (2) Sir Robert de Leyburn.